# هامائوکا، شیزوئوکا
هامائوکا، شیزوئوکا (به لاتین: Hamaoka) یک منطقهٔ مسکونی در ژاپن است که در ناحیه چوبو واقع شده‌است. هامائوکا ۲۴٬۷۷۴ نفر جمعیت دارد.